# Leben des Method

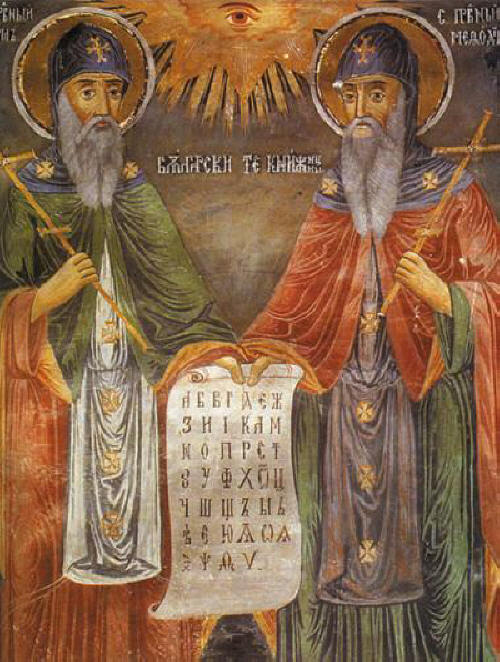
Kyrill und Method, Wandgemälde im Kloster Trojan in Bulgarien

Das Leben des Method ist eine Heiligenvita bzw. eine biografische Schrift über das Leben des heiligen Method und über sein Wirken in Großmähren. Die Schrift ist von hoher literarischer und historischer Bedeutung und gehört zu den ältesten Zeugnissen in altkirchenslawischer Sprache.
Über seinen Bruder Kyrill gibt es eine ähnliche, längere Heiligenvita, das Leben des Konstantin. Beide Viten werden zusammen als Pannonische Legenden bezeichnet, wegen der früheren Annahme, dass sie in Pannonien von den Schülern der beiden Slawenapostel verfasst wurden.

## Autor und Datierung
Das Leben des Method entstand wahrscheinlich in Großmähren am Ende des 9. Jahrhunderts, kurz nach Methods Tod. Für diese frühe Entstehungszeit werden inhaltliche Gründe angeführt. Es wird nicht über die Vertreibung von Konstantins und Methods Schülern (die unmittelbar nach Methods Tod geschah) und über das Ende der slawischen Liturgie berichtet und der mährische Fürst Svatopluk wird positiv dargestellt. Die Existenz der mährischen slawischen Kirche wird noch vorausgesetzt, der Autor hofft, dass sie unter Svatopluks Schutz weiter bestehen kann. Als ein weiterer Grund wird angeführt, dass der Autor zahlreiche schriftliche Quellen zur Verfügung hatte, die nach der Vertreibung in dem Umfang nicht mehr zugänglich wären. Die Kämpfe zwischen dem slawischen und dem lateinischen Teil der mährischen Kirche kommen im Leben des Methods stärker zum Ausdruck als in dem einige Jahre früher verfassten Leben des Konstantin. Deshalb trägt diese Schrift stärkere apologetische Züge.
Der Autor ist ein Schüler von Konstantin und Method, möglicherweise Gorazd oder Kliment. Es gibt aber auch die Meinung, beide Pannonische Legenden wurden von den Schülern der Slawenapostel erst nach ihrer Vertreibung aus Mähren in Pannonien oder Bulgarien im 10. Jahrhundert geschrieben.

## Handschriften und Veröffentlichungen

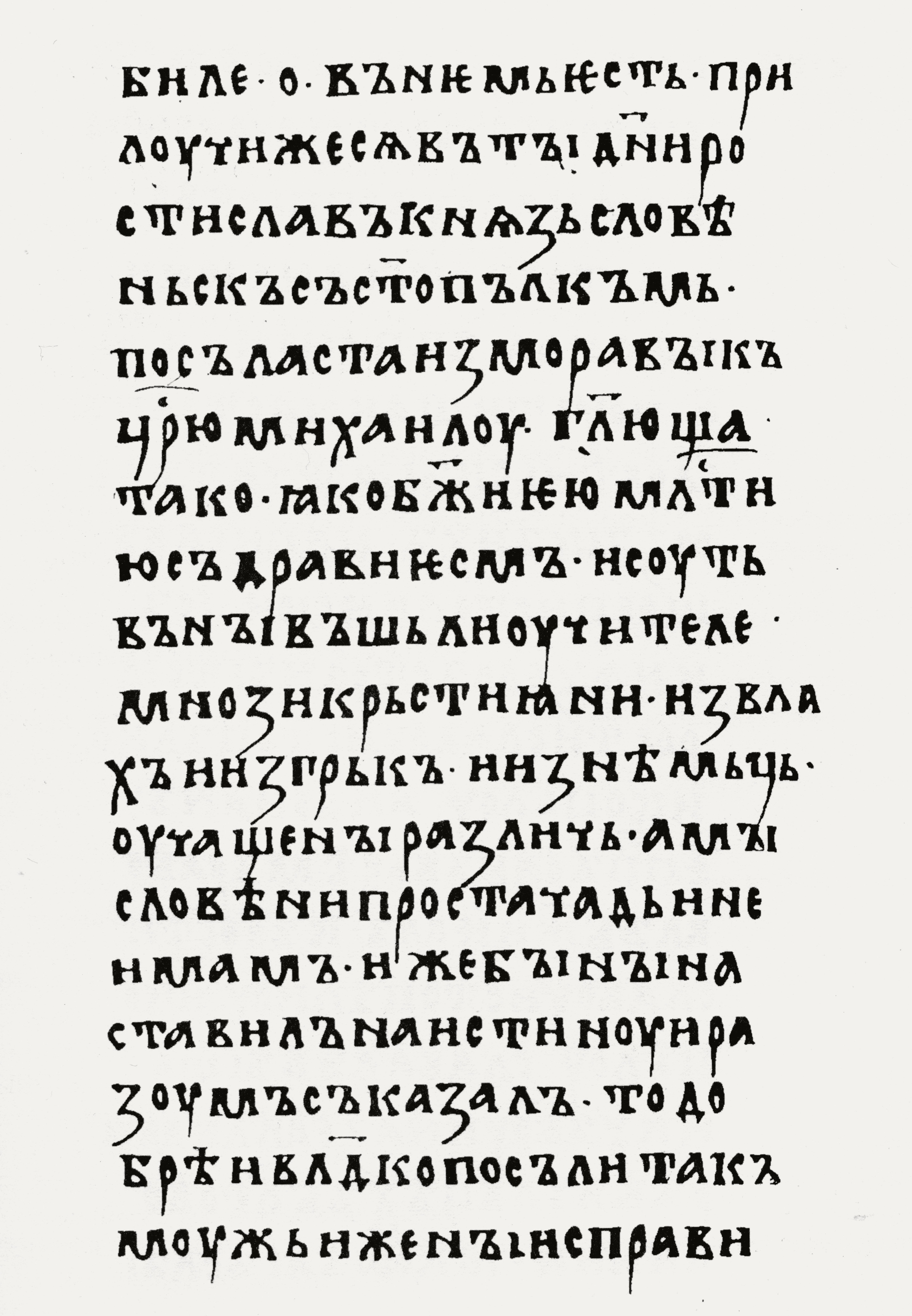
Aus dem Leben des Method. Kyrillische Handschrift aus dem 12. bis 13. Jahrhundert in der Sammlung der Uspenski-Kathedrale in Moskau.

Vom Leben des Method sind 16 Handschriften erhalten. Die älteste Handschrift stammt aus dem 12. bis 13. Jahrhundert, sie befindet sich in der Sammlung der Uspenski-Kathedrale in Moskau.
Die beiden Pannonischen Legenden wurden oft herausgegeben, übersetzt und kommentiert. Die älteste Ausgabe stammt von P. J. Šafařík (1851). J. Perwolf hat sie im Jahr 1873 im ersten Band von Prameny dějin českých („Quellen der tschechischen Geschichte“) zusammen mit einer tschechischen Übersetzung herausgegeben. Die letzten kritischen Textausgaben stammen von Lavrov (1930) und von Grivec – Tomšič (1960). Einen historischen Kommentar mit einer französischen Übersetzung beider Legenden veröffentlichte Dvorník im Jahr 1933. Einen historischen Kommentar und umfangreiche Bibliografie veröffentlichte Vavřínek im Jahr 1963.
Die geschichtlichen Angaben im Leben des Method werden größtenteils als glaubwürdig angesehen.

## Aufbau
Das Werk ist keine typische hagiografische Legende, es ist eher im Stil einer Biografie geschrieben. Im Vergleich zum Leben des Konstantin ist es nüchterner und sachlicher und enthält keine Berichte über Wundertaten. Leben des Method ist kürzer als Leben des Konstantin und ist stilistisch nicht so ausgereift.
Leben des Method ist eine apologetische Schrift. Sie will das Lebenswerk des heiligen Method und damit auch die Existenz der slawischen Kirche in Mähren gegenüber den Angriffen der fränkischen Bischöfe verteidigen. Sie enthält scharfe Polemik gegen Methods Widersacher aus den Reihen des fränkischen Klerus. Der Biograf akzeptiert das päpstliche Primat, er schildert Method als einen Missionar, der im Auftrag des römischen Papstes handelt: der Papst genehmigt die slawische Liturgie, er weiht Methods Schüler zu Priestern, er weiht Method zum Bischof der Pannonischen Diözese, er befiehlt die Befreiung Methods aus dem bayerischen Gefängnis und verurteilt Methods Widersacher.
Der Autor zitiert aus einer Vielzahl von schriftlichen Quellen, um die Glaubwürdigkeit seiner Aussagen zu belegen:
aus dem Brief von Rastislav an den Kaiser in Byzanz (Kap. 5), aus dem Schreiben von Papst Hadrian II. an Kocel (Kap. 8), aus der päpstlichen Bulle Gloria in Excelsis Deo (der Text ist in Kap. 8 fast vollständig wiedergegeben), aus dem päpstlichen Schreiben an die bayerischen Bischöfe und dem Schreiben von Svatopluk an Papst Johannes VIII. (Kap 10), und aus der Einladung des byzantinischen Kaisers an Method (Kap. 13).

## Inhalt

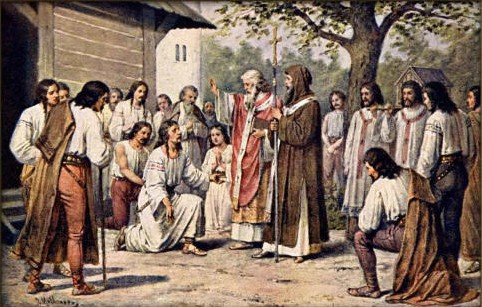
Ankunft der Slawenapostel im mährischen Velehrad

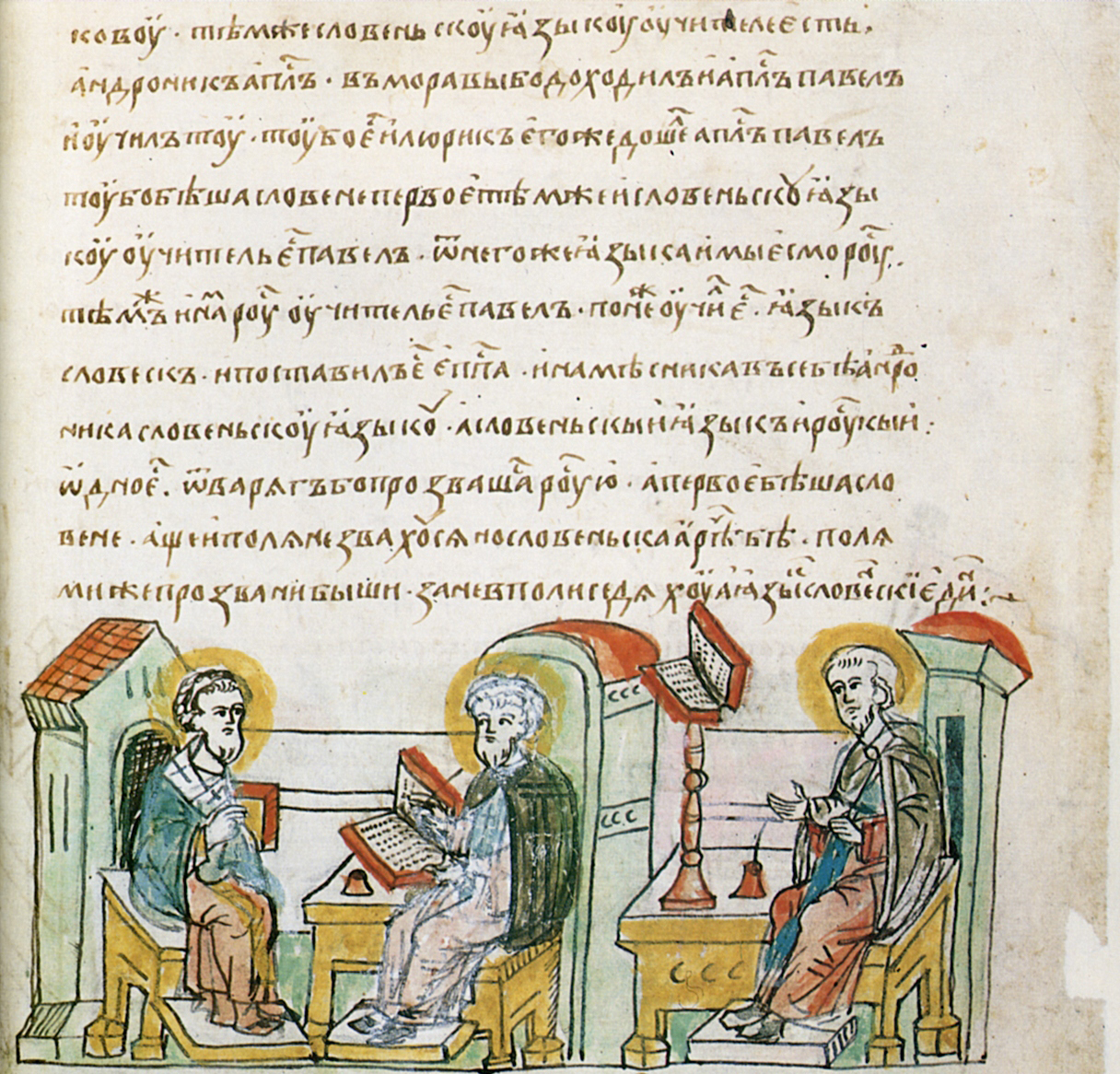
Übersetzungs- und Schreibarbeiten unter der Leitung von Method, Radziwiłł-Chronik aus dem 13. Jahrhundert.

„LEBEN DES HL. METHOD

Im Monat Mai, den 6. Tag.

Gedenken und Leben unseres heiligen Lehrers Method, des mährischen Erzbischofs.“

- Kap. 1 (Prolog)

Der Prolog ist eine theologische Abhandlung über die Dreieinigkeit und über die Erschaffung der Welt und des Menschen. In einer langen Reihe werden bedeutende Gestalten des Alten Testamentes und der ersten Kirche aufgezählt, die Gott den Menschen als Vorbilder sandte. Method schließt sich dieser Reihe an. Der Prolog hat möglicherweise einen anderen Autor als die restliche Schrift.
- Kap. 2 – 4

Method wird wegen seiner überragenden Weisheit und vornehmer Abstammung vom Kaiser als Verwalter des „slawischen Fürstentums“ eingesetzt. Er verlässt dieses Amt und tritt in ein Kloster auf dem Olymp ein. Dann wird er als Helfer von Konstantin zu den Chasaren gesandt. Nach seiner Rückkehr ernennt ihn der Kaiser zum Abt des Klosters Polychron.
- Kap. 5 – 7

Rastislav, Fürst von Mähren, bittet den byzantinischen Kaiser, ihm jemanden zu senden, der sein Volk im christlichen Glauben unterweisen kann:

„Wir sind, Gott sei Dank, gesund. Es kamen schon viele christliche Lehrer aus der Walachei, Griechenland und Deutschland zu uns, aber sie haben uns unterschiedlich unterrichtet. Wir Slawen sind ein einfaches Volk und haben keinen, der uns die Wahrheit lehrt und uns ihren Sinn auslegt. So sende uns, erhabener Herr, einen solchen Mann, der uns in alle Gerechtigkeit einführt. Da sagte Kaiser Michael zu Philosoph Konstantin: „Hörst du, Philosoph, was sie sagen? Niemand anders kann es ausführen, nur du. Hier hast du reiche Gaben, nimm deinen Bruder Method und lauf. Ihr seid beide aus Thessaloniki und alle Thessalonicher reden reines slawisch.““

Die beiden bleiben 3 Jahre in Mähren und reisen anschließend nach Rom. Papst Hadrian weiht die slawischen Bücher und weiht Method zum Priester. Konstantin sieht seinen Tod kommen und bittet Method, ihre gemeinsame Arbeit in Mähren fortzusetzen und nicht ins Kloster („auf den Berg“) zurückzukehren:

„Siehe Bruder, wir waren ein Gespann und zogen eine Furche, ich beende meinen Tag und gehe zu Ruhe. Du liebst den Berg sehr, aber verlasse deshalb nicht die Lehre. Womit kannst du sonst erlöst werden?“

- Kap. 8

Hier werden zwei Schreiben von Hadrian zitiert, die eine große Bedeutung für die slawische Kirche in Mähren in ihrer Auseinandersetzung mit dem fränkischen Klerus hatten.
Im ersten Schreiben, adressiert an Kocel, wird Method als päpstlicher Gesandter und Lehrer für die slawischen Länder eingesetzt.
Das zweite Schreiben – die päpstliche Bulle Gloria in Excelsis Deo – ist adressiert an Kocel, Rostislav und Svatopluk, und ist fast in voller Länge wiedergegeben. Hadrian sagt in diesem Schreiben, er habe Methods Glauben geprüft und er sendet ihn nach Mähren zurück, um zu lehren und Bücher in die slawische Sprache zu übersetzen. In der Messe soll aber das Evangelium zuerst in Latein und dann slawisch gelesen werden. Wer sich Method widersetzt, soll exkommuniziert werden. Papst weiht Method zum Bischof der Diözese Pannonien.
- Kap. 9 – 13

Method verteidigt sich gegen Anschuldigungen der bayerischen Bischöfe und des Königs Ludwig der Deutsche. Er wird dreieinhalb Jahre in „Schwaben“ als Gefangener des Königs festgehalten, bis er auf Befehl des Papstes Johannes wieder befreit wird. Auf Einladung des byzantinischen Kaisers reist er nach Konstantinopel, wo er mit großer Ehre empfangen wird.
- Kap. 14 – 16

Method vollendet die Bibelübersetzung:

„Er wählte von seinen Schülern zwei Priester, fähige Schnellschreiber und übersetzte bald alle Bücher der Schrift, außer Makkabäer, aus Griechisch in Slawisch in acht Monaten […] Denn früher, mit dem Philosophen, übersetzte er nur die Evangelien und die Apostel, dazu den Nomokanon, das sind die Regeln des Gesetzes, und die Schriften der Väter.“

- Kap. 17

Method benennt Goradz zu seinem Nachfolger und stirbt.

„Er verschied in den Armen der Priester am sechsten Tag des Monats März, in der dritten Indiktion, im Jahr 6393 seit Erschaffung der Welt. Seine Schüler […] begruben ihn in der Kathedrale.“